# Anagattahalli, Gauribidanur
Anagattahalli là một làng thuộc tehsil Gauribidanur, huyện Kolar, bang Karnataka, Ấn Độ.